# Kirton, Lincolnshire
Kirton är en ort och civil parish i Storbritannien.   Den ligger i grevskapet Lincolnshire och riksdelen England, i den sydöstra delen av landet, 160 km norr om huvudstaden London. Kirton ligger 6 meter över havet och antalet invånare är 3 546.
Terrängen runt Kirton är mycket platt. Runt Kirton är det ganska tätbefolkat, med 108 invånare per kvadratkilometer. Närmaste större samhälle är Boston, 5,8 km norr om Kirton. Trakten runt Kirton består till största delen av jordbruksmark.